# Hymenochelus distinctus
Hymenochelus distinctus é uma espécie de insetos coleópteros polífagos pertencente à família Melolonthidae.
A autoridade científica da espécie é Uhagon, tendo sido descrita no ano de 1876.
Trata-se de uma espécie presente no território português.